# Muxía
Muxía est une commune côtière de la province de La Corogne située dans le nord ouest de l'Espagne, qui fait partie de la communauté autonome de Galice. C'est l'une des destinations finales du pèlerinage de Saint-Jacques-de-Compostelle divergente de la tradition catholique, car le pèlerin s'y rend après avoir visité le tombeau de l'apôtre Jacques de Zébédée à Saint-Jacques-de-Compostelle, terme du pèlerinage.

## Points d'intérêt
- Le sanctuaire de la Virxe da Barca serait le lieu de débarquement de Marie, venue encourager l'apôtre Jacques[1].